# Shigeko Kubota
Shigeko Kubota (jap. 久保田 成子, Kubota Shigeko; * 2. August 1937 in der Präfektur Niigata, Japan; † 23. Juli 2015 in Manhattan, New York) war eine japanisch-amerikanische Videokünstlerin.

## Leben
Kubota schloss ihr Studium der Bildhauerei an der Tokyo University of Education mit dem Bachelor ab. 1964 ging sie nach New York und setzte dort ihr Studium an der New York University und der New School for Social Research fort. Multimedia-Installationen und Videos machte sie zu ihrer Ausdrucksform. In den 1960er Jahren war sie beeinflusst von Kunst, Musik und den Theorien von Marcel Duchamp und John Cage. 1964 wurde sie Vizepräsidentin der Fluxusbewegung. Zu den weiblichen Mitgliedern des Fluxus gehören Yoko Ono und Mieko Shiomi.
1965 zeigte sie auf dem Perpetual Fluxus Festival in New York die Performance Vagina-Malerei (Vagina Painting), bei der sie mit einem an ihrer Unterhose befestigten Pinsel rote Farbe verteilte. Die Vagina-Malerei wird als weibliche Antwort auf Drip Painting und Action Painting verstanden, dessen Hauptvertreter Jackson Pollock (1912–1956) war, und dem Prozess der Menstruation. Weitere Künstlerinnen, die mit expressivem Farbgebrauch experimentiert haben, sind Carolee Schneemann, Helena Almeida, Niki de Saint Phalle und Lynda Benglis.
Bis in die 1970er Jahre nannte Shigeko Kubota all ihre Videos Broken diary. Ausgedehnte Reisen führten sie nach Europa, Korea, Japan und den Südwesten der USA. 1977 heiratete sie den Musiker und bildenden Künstler Nam June Paik (1932–2006).
Kubota lehrte an der School of Visual Arts in New York.

## Ausstellungen

### Einzelausstellungen (Auswahl)
- 1996: Whitney Museum of American Art, New York
- 1993: Shigeko Kubota, Video-Skulpturen, Kunsthalle zu Kiel
- 1992: Shigeko Kubota 1975–1992, Stedelijk Museum, Amsterdam, Niederlande
- 1992: Shigeko Kubota, Video-Installation, Hara Museum of Contemporary Art, Tokyo, Japan
- 1991: American Museum of the Moving Image, Astoria, New York
- 1982: Kunsthaus Zürich, Schweiz
- 1981: Museum of Contemporary Art, Chicago
- 1978: René Block Galerie, Berlin

### Gruppenausstellungen (Auswahl)
- 1996: Galerie de Paris, Paris, Frankreich
- 1990: Biennale of Sydney, Sydney, Australien
- 1990: 44. Biennale von Venedig, Venedig
- 1988: 3. Videonale, Bonn
- 1987: documenta 8, Kassel
- 1981: Museum Folkwang, Essen
- 1979: Whitney Museum of American Art, New York City
- 1977: documenta 6, Kassel
- 1974: Projekt '74, Kölnischer Kunstverein, Köln

## Auszeichnungen (Auswahl)
- Deutscher Akademischer Austauschdienst Stipendium für Berlin
- National Endowment for the Arts Stipendium
- New York State Council on the Arts, Förderpreis
- Guggenheim-Stipendium
- Stipendium der Rockefeller Foundation